# Macropodium
Artykuł ten został zgłoszony do umieszczenia na stronie głównej w rubryce „Czy wiesz”.
Pomóż nam go sprawdzić: oceń zgłoszoną nominację.
Macropodium W.T.Aiton – rodzaj roślin z rodziny kapustowatych. Obejmuje dwa gatunki występujące w północnej i środkowej Azji od Kazachstanu poprzez Syberię, Mongolię po Rosyjski Daleki Wschód i Wyspy Japońskie. 

## Morfologia
PokrójKłączowe byliny o pędach omszonych (włoski są pojedyncze i nieznacznie rozwidlone). Łodygi prosto wzniesione, nierozgałęzione.
LiścieOgonkowe, tylko najwyższe siedzące. Odziomkowe zebrane w rozetę. Wszystkie liście pojedyncze, całobrzegie lub piłkowane.
KwiatyZebrane w gęste i wysokie grona, wydłużające się w czasie owocowania. Szypułki kwiatowe cienkie lub grube, odstające. Działki kielicha cztery, równowąskie lub równowąsko podługowate, wewnętrzna para nie jest workowato rozdęta u nasady. Płatki korony cztery, białe, równowąskie do lancetowatych, tępe na wierzchołku, z paznokciem krótszym od działek. Pręcików 6, podobnej długości, wyraźnie wystających ponad koronę, na nitkach cienkich, spłaszczonych u nasady. Zalążnia z 8–22 zalążkami, ze zredukowaną szyjką słupka (do 1 mm) zwieńczoną główkowatym znamieniem.
OwoceRównowąskie łuszczyny, z nasionami w jednym rzędzie, kolistymi lub jajowatymi, silnie spłaszczonymi.

## Systematyka
Rodzaj roślin z plemienia Stevenieae w obrębie rodziny kapustowatych Brassicaceae.
Wykaz gatunków
- Macropodium nivale (Pall.) W.T.Aiton
- Macropodium pterospermum F.Schmidt